# KF Tirana
KF Tirana – albański klub piłkarski, z siedzibą w stolicy kraju Tiranie, założony 15 sierpnia 1920. W Kategoria Superiore gra od sezonu 2018/19

## Historia

### Chronologia nazw 1920–1927: Agimi Sports Association
- 1927–1947: Sportklub Tirana
- 1947–1952: 17 Nëntori Tirana
- 1952–1956: Puna Tirana
- 1956–1991: 17 Nëntori Tirana
- 1991–2005: Sportklub Tirana
- od 2005: KF Tirana

Klub piłkarski Agimi Sports Association został założony 15 sierpnia 1920 roku.

### Sukcesy[2]
- Mistrzostwo Albanii (26x): 1930, 1931, 1932, 1934, 1936, 1937, 1965, 1966, 1968, 1970, 1982, 1985, 1988, 1989, 1995, 1996, 1997, 1999, 2000, 2003, 2004, 2005, 2007, 2008, 2020, 2022
- Puchar Albanii (16x): 1938, 1963, 1976, 1977, 1983, 1984, 1986, 1994, 1996, 1999, 2001, 2002, 2006, 2011, 2012, 2017
- Superpuchar (2x):  2012, 2013

## Skład na sezon 2022/2023[3]
| Nr | Poz. | Piłkarz                     |
| -- | ---- | --------------------------- |
| 1  | BR   | Ilion Lika                  |
| 2  | OB   | Kristijan Tosevski          |
| 4  | OB   | Besir Iseni                 |
| 5  | OB   | Filip Najdovski             |
| 6  | PO   | Albano Aleksi               |
| 7  | NA   | Ardit Hila                  |
| 8  | PO   | Sherif Kallaku              |
| 9  | NA   | Florent Hasani              |
| 10 | PO   | Vesel Limaj                 |
| 11 | OB   | Arber Bytyqi                |
| 14 | OB   | Marsel Ismajlgeci (kapitan) |
| 17 | NA   | Aldi Gjumsi                 |
| 18 | OB   | Florjan Pergjoni            |
| 19 | NA   | Redon Xhixha                |

| Nr | Poz. | Piłkarz            |
| -- | ---- | ------------------ |
| 20 | OB   | Jocelin Behiratche |
| 21 | PO   | Klevi Qefalija     |
| 26 | OB   | Marlind Nuriu      |
| 31 | BR   | Tomas Kiri         |
| 33 | OB   | Realf Zhivanaj     |
| 97 | BR   | Visar Bekaj        |
| 98 | NA   | Patrick            |
|    | OB   | Bruno Lulaj        |
|    | OB   | Lukman Hussein     |
|    | PO   | Ardit Deliu        |
|    | NA   | Elvi Berisha       |
|    | NA   | Dijar Nikqi        |